# Salviinae
Salviinae, podtribus biljaka iz porodice usnača, dio je tribusa Salviae. Postojalo je nekoliko rodova. Za monotipski rod Chaunostoma, ustanovljeno je da je sinonim za Lepechinia. Danas mu je jedini predstavnik rod Salvia.

## Rodovi
1. Salvia L.

Nekadašnji rodovi
1. Dorystaechas Boiss. & Heldr. ex Benth.
2. Lepechinia Willd.
3. Melissa L.
4. Zhumeria Rech.f. & Wendelbo